# فران كوتن
فران كوتن (بالإنجليزية: Fran Cotton)‏ هو رائد أعمال بريطاني، ولد في 3 يناير 1947 في ويغان في المملكة المتحدة.

## وصلات خارجية
- فران كوتن عل موقع إسبنسكروم (الإنجليزية)